# Chabelley Airport
Chabelley Airport är en flygplats i Djibouti.   Den ligger i regionen Ali Sabieh, i den sydöstra delen av landet, 12 km sydväst om huvudstaden Djibouti. Chabelley Airport ligger 94 meter över havet.
Terrängen runt Chabelley Airport är platt åt nordost, men åt sydväst är den kuperad. Runt Chabelley Airport är det tätbefolkat, med 591 invånare per kvadratkilometer. Närmaste större samhälle är Djibouti, 12,2 km nordost om Chabelley Airport. Omgivningarna runt Chabelley Airport är i huvudsak ett öppet busklandskap.